# Boeing Orbital Flight Test
Boeing Orbital Flight Test (Boe-OFT) è stata la prima missione orbitale senza equipaggio della navetta Boeing CST-100 Starliner. La missione, il cui volo è avvenuto il 20 dicembre 2019, era parte del programma Commercial Crew Development. Prevedeva un volo di 8 giorni, durante il quale la navetta sarebbe dovuta attraccare alla Stazione spaziale internazionale per poi atterrare negli Stati Uniti Occidentali. Dopo 31 minuti dal lancio a causa di un'anomalia riguardante l'orologio del veicolo che misurava il tempo di missione trascorso (Mission Elapsed Time), la navetta è stata inserita in un'orbita diversa da quella inizialmente prevista che ha impedito alla CST-100 Starliner di attraccare alla Stazione spaziale internazionale. La missione è stata così ridotta a 2 giorni, contro gli 8 previsti. La navetta è atterrata con successo al White Sands Space Harbor il 22 dicembre 2019.
Il 6 aprile 2020 Boeing ha annunciato che avrebbe condotto un secondo test di volo, per dimostrare che la navetta poteva raggiungere tutti gli obiettivi prefissati. La NASA ha accettato la proposta di Boeing di compiere un nuovo test senza equipaggio, il Boeing Orbital Flight Test 2.

## Carico utile
Al posto dell'equipaggio, la navetta ha trasportato un manichino da crash test chiamato Anthropomorphic Test Device, con indosso una tuta spaziale della SpaceX. Questo manichino, soprannominato "Rosie the Rocketeer", conteneva diversi sensori per la raccolta dei dati, tra cui l'accelerazione, per assicurare la sicurezza degli astronauti nelle successive missioni con equipaggio. La navetta è stata inoltre appesantita per simulare la presenza degli astronauti. La missione prevedeva la consegna di 270 kg di rifornimenti ed equipaggiamento.

## Missione
La missione consisteva in un viaggio di collaudo senza equipaggio verso la Stazione Spaziale Internazionale. L'obiettivo primario era l'attracco alla stazione e la dimostrazione delle operazioni in orbita dei sistemi della navetta, tra cui l'avionica,  i sistemi di telecomunicazione e telemetria, dei controlli ambientali, dei pannelli solari e dei sistemi elettrici, e il sistema di propulsione.
La navetta è stata lanciata con un vettore Atlas V N22, ed è stato il primo lancio senza una carenatura di carico utile e con uno stadio superiore Centaur, che impiega due propulsori RL-10. Questa versione del Centaur è stata richiesta per la navetta Starliner per poter usare una traiettoria di lancio che permette l'annullamento in sicurezza del volo durante un qualunque punto della missione.
Il lancio è avvenuto con successo il 20 dicembre 2019 alle 11:36:43 UTC, ma 31 minuti dopo la partenza l'orologio interno della navetta che misura il tempo di missione trascorso (Mission Elapsed Time) ha fatto un errore. Durante la conferenza stampa è stato specificato che NASA e Boeing hanno cercato di inviare comandi per riportare la navetta in rotta, ma si sono verificate delle interruzioni intermittenti delle comunicazioni con i satelliti TDRSS. Questo problema ha causato ritardi nell'invio di comandi da terra per la correzione della rotta, e si è verificato un eccessivo consumo di propellente. Pertanto si è deciso di annullare l'attracco alla stazione spaziale e di posizionare la navetta su un'orbita stabile, ripianificando la missione che è stata accorciata dagli otto giorni previsti a tre. Alle 11:40 UTC, la Starliner si trovava in un'orbita di 187 x 222 km.

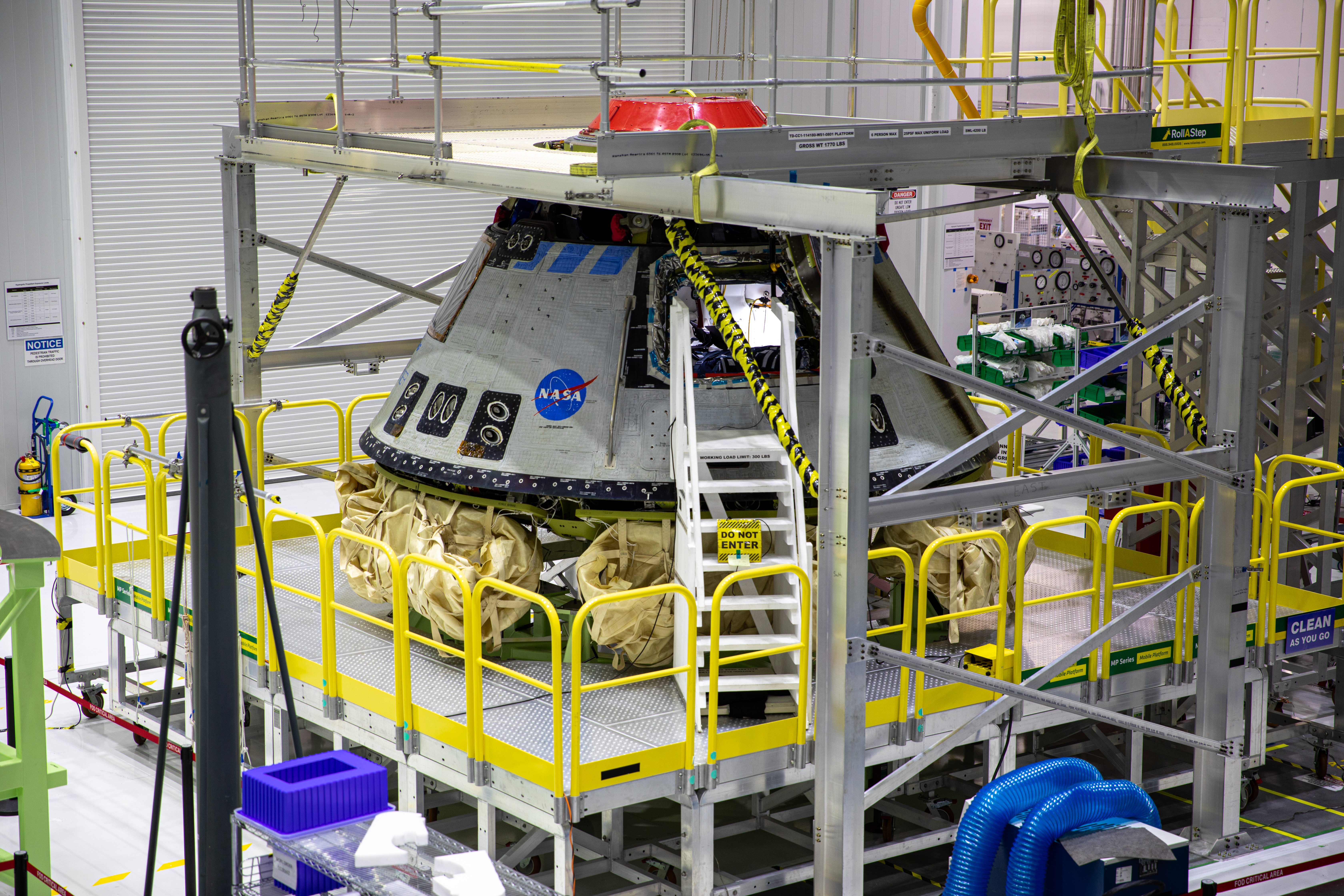
La navetta Starliner Calypso dopo il suo rientro a Terra

Il 22 dicembre 2019 è stato autorizzato il rientro sulla Terra. Dopo la fase di uscita dall'orbita, Starliner è rientrata nell'atmosfera e successivamente ha dispiegato il set di paracadute, atterrando alla base di White Sands Space Harbor alle 12:58:63 UTC. Nonostante il mancato attracco alla stazione spaziale, Jim Chilton, vice presidente della divisione space & launch di Boeing, ha dichiarato che la missione ha raggiunto il 60% dei suoi obiettivi, e questa percentuale sarebbe potuta salire fino al 85% una volta scaricati e analizzati tutti i dati raccolti dalla navetta.
La navetta, che è stata riutilizzata nella missione Boeing Starliner-1, è stata chiamata "Calypso" in onore della famosa nave oceanografica e della famosa canzone di John Denver.

### Anomalie
Oltre al malfunzionamento dell'orologio di bordo che misura il tempo di missione trascorso, al termine della missione è stato annunciata la scoperta di un altro bug software critico, che avrebbe potuto far collidere il modulo di servizio con la navetta Starliner dopo la separazione. Il problema è stato corretto due ore prima del rientro atmosferico della navetta, e avrebbe potuto danneggiarla ed impedire un rientro sicuro a Terra. Boeing e NASA hanno comunicato che se l'anomalia dell'orologio di bordo non si fosse verificata, probabilmente il bug software non sarebbe stato rilevato.

## Indagine
La NASA ha condiviso il 7 febbraio 2020 i primi risultati dell'analisi della missione, specificando che il problema con l'orologio interno è stato causato da una sincronizzazione di quest'ultimo con i sistemi dell'Atlas V, avvenuta circa 11 ore prima del lancio. La sincronizzazione era invece programmata nella parte finale del countdown. Il secondo problema era da ricondurre al software che gestiva la sequenza di distacco del modulo di servizio, che coinvolgeva l'Integrated Propulsion Controller (IPC) di quest'ultimo, e avrebbe potuto causare una collisione. Infine, è stata trovato una anomalia nella trasmissione dati con la navetta, che ha impedito le normali attività di comando e controllo da parte del team. È stata quindi pianificata una indagine approfondita nei mesi successivi.
Il 6 marzo 2020 la NASA ha pubblicato un aggiornamento sull'indagine. Sono state indicate 61 azioni correttive riguardanti il software dell'orologio del Mission Estimate Time e del modulo di servizio. La missione è stata dichiarata come "high visibility close call", termine che indica un quasi fallimento, perché in due fasi si è rischiato di perdere la navetta.
Il 7 luglio 2020, la NASA e la Boeing hanno annunciato che il problema delle comunicazioni era stato risolto, mentre il numero di azioni correttive era salito ad 80, di cui 21 riguardavano la necessità di un maggior numero di test e simulazioni, e la loro esecuzione completa prima di ogni missione, 10 indicavano una rivalutazione di tutti i requisiti software delle funzionalità critiche per la sicurezza, 35 suggerivano miglioramenti nei processi e nelle operazioni, che implicavano un numero maggiore di revisioni e l'impiego di esperti, 7 erano dedicate ad aggiornamenti del software riguardante le tre anomalie che si erano verificate durante la missioni ed infine le ultime 7 chiedevano delle modifiche organizzative a Boeing mirate a migliorare le comunicazioni in materia di sicurezza. Le raccomandazioni hanno coinvolto anche modifiche hardware per filtrare le interferenze radio con la navetta.
L'indagine ha anche evidenziato una carenza di supervisione da parte della NASA sul software di Starliner, causata dalla concentrazione di risorse su altri aspetti ad alto rischio della missione. A differenza dei metodi di sviluppo software di SpaceX, meno tradizionali e sottoposti a controlli più rigorosi, quelli impiegati da Boeing sono più tradizionali, e quindi sono stati soggetti a minore sorveglianza da parte della NASA. Tra le varie raccomandazioni dell'indagine, sei riguardavano la stessa NASA, tra cui la necessità di revisionare e approvare gli "hazard verification tests plans" dei contractor prima di condurre i test per impedire in futuro simili situazioni.